# Maxmilián II. Jakub z Lichtenštejna
Maxmilián II. Jakub Mořic kníže z Lichtenštejna (německy Maximilian II. Jacob Moritz Fürst von und zu Liechtenstein; 26. července 1641 Willersdorf – 21. dubna 1709 Moravský Krumlov) byl moravský a rakouský šlechtic a kníže z Lichtenštejna (1686–1709).  Jako dědic knížecího titulu vlastnil rozsáhlý majetek na jižní Moravě (Moravský Krumlov, Uherský Ostroh, Ždánice). Trvale sídlil na zámku Moravský Krumlov, kde byl také mecenášem rozvoje města a donátorem církevních staveb. Byl třikát ženatý, ale zemřel bez mužského potomstva, dědicem majetku se stal mladší bratr, významný diplomat a dvořan Antonín Florián z Lichtenštejna (1656–1721).

## Životopis

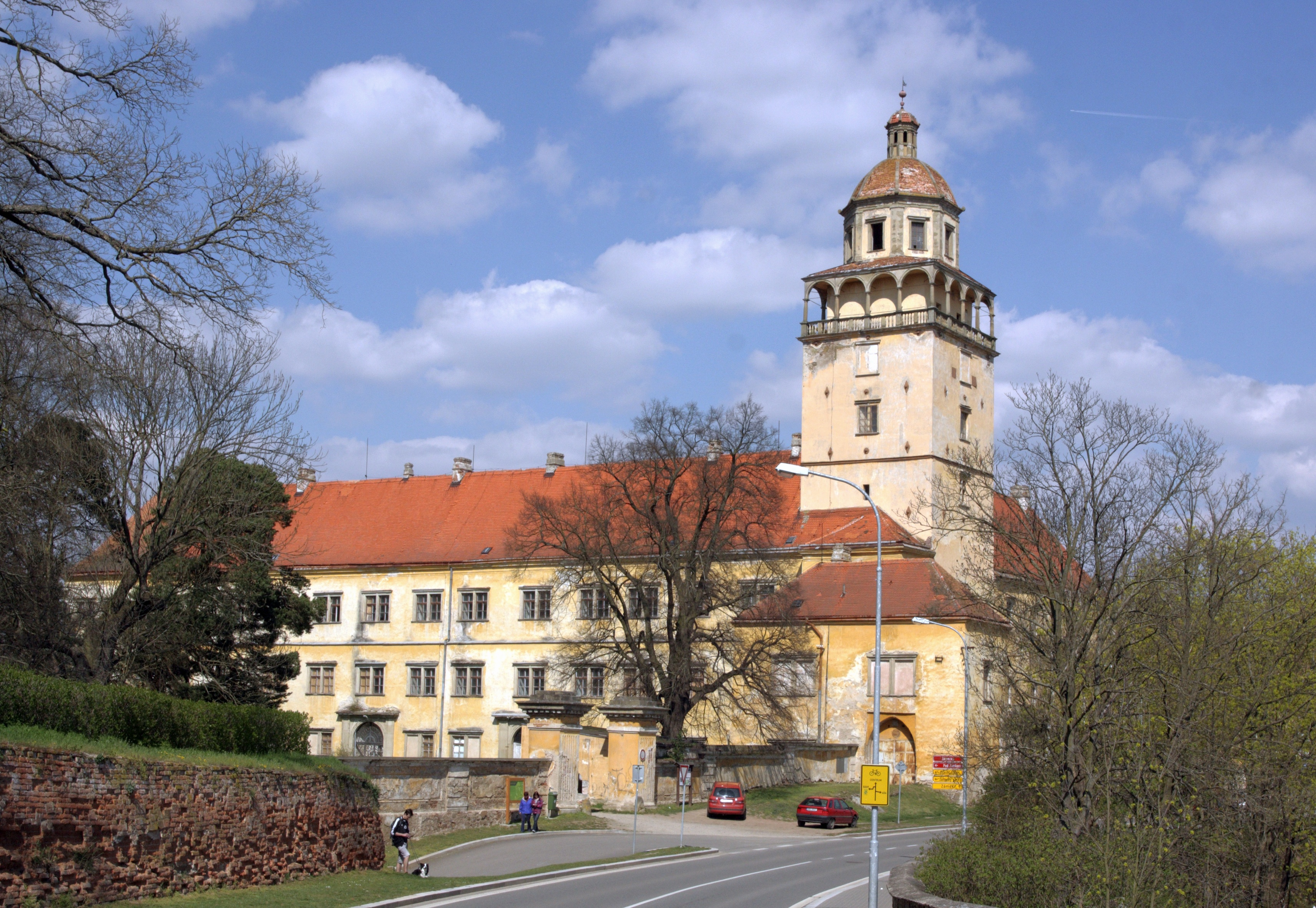
Zámek Moravský Krumlov, hlavní sídlo Maxmiliána II. Jakuba z Lichtenštejna

Byl nejstarším synem knížete Hartmana III. z Lichtenštejna (1613–1686) a jeho manželky Zdeňky Alžběty ze Salm-Reifferscheidtu ze Salm-Reifferscheidtu (1623–1688), dcery starohraběte Arnošta Bedřicha ze Salm-Reifferscheidtu (1583–1639) a hraběnky Marie Uršuly z Leiningenu († 1649). Již v roce 1658 byl jmenován císařským komořím. V letech 1659–1663 absolvoval kavalírskou cestu po Evropě. Jak bylo u příslušníků nejvyšší šlechty obvyklé, na studijních cestách užíval cizí jméno, aby se vyhnul zvýšeným finančním nákladům na reprezentaci. Maxmilián II. Jakub na cestách po evropských zemích vystupoval pod jménem baron von Hluckh (podle města Hluk, které bylo součástí rodového majetku). Z Vídně přes německé země odcestoval do Francie, od listopadu 1659 pobýval několik měsíců ve městě Dôle, od podzimu 1660 do léta 1661 žil v Paříži. Následně pobýval v Haagu a Bruselu, absolvoval také výlet do Londýna. Přes Francii poté přejel do Itálie a v letech 1662–1663 žil v Římě, odkud podnikl výlety do významných historických měst (Florencie, Benátky, Neapol). V roce 1663 se přes alpské rakouské země vrátil do Vídně. Po návratu z cest sloužil v armádě a dosáhl hodnosti plukovníka. Později žil převážně v soukromí a věnoval se správě rodového dědictví, na rozdíl od svých mladších bratrů neměl vyšší ambice uplatnit se u dvora, příležitostně se ale zúčastnil společenských událostí ve Vídni.
V roce 1686 po otci zdědil rozsáhlý majetek na jižní Moravě. Stěžejní součástí dědictví bylo panství Moravský Krumlov, s nímž byl od roku 1633 spojen titul knížete udělený Gundakarovi z Lichtenštejna. Na jižní Moravě dále vlastnil Ždánice a Uherský Ostroh s městem Hluk. Další statky mu patřily v Dolním Rakousku (Wilfersdorf, Rabensburg). Jeho trvalou rezidencí byl zámek v Moravském Krumlově. Moravskému Krumlovu potvrdil v roce 1687 městská práva a po několika požárech podporoval novou výstavbu. Finančně se podílel na obnově kostela sv. Bartoloměje. Jako stoupenec mariánského kultu nechal ke kostelu přistavět loretánskou kapli Panny Marie, kde byl později pohřben. Dotoval také výstavbu kaple sv. Floriána (1695–1697), která dodnes patří k významným dominantám Moravského Krumlova. Odkazem své první manželky získal v roce 1672 panství Břežany na Znojemsku, které později závětí převedl na svou třetí manželku.

## Rodina
Maxmilián Jakub byl třikrát ženatý:
Dne 29. dubna 1669 se oženil se svou sestřenicí kněžnou Johanou Beatrix z Lichtenštejna (1650 – 14. ledna 1672), dcerou panujícího knížete Karla Eusebia z Lichtenštejna (1611–1684) a jeho manželky Johany Beatrix rozené z Ditrichštejna († 1676). Manželé měli dvě děti:
1. Louisa (Aloisie) Josefa Františka (1670–1736), provdaná I. 3. dubna 1691 za Františka Viléma II. z Hohenemsu (1654–1691), II. od roku 1694 za Jakuba Arnošta z Leslie (1670–1737/1728)
2. Marie Maxmiliana Beatrix (1672–?), provdaná za hraběte Jana Zikmunda z Rottalu († 1717)

Dne 1. října 1673 se ve Wilfersdorfu oženil s kněžnou Eleonorou Šlesvicko-Holštýnsko-Sonderburskou (28. května 1655 – 16. srpna 1702), dcerou vévody Filipa Ludvíka Šlesvicko-Holštýnsko-Sonderburského (16820) a jeho manželky Anny Markéty Hesensko-Homburské (1629–1686). Manželé měli dvě děti, které však zemřely jako malé:
1. Karel Ludvík (1675–1679)
2. Marie Johana (1686–1690)

Dne 21. dubna 1703 se oženil s princeznou Marií Alžbětou z Lichtenštejna (3. května 1683 – 8. května 1744, Vídeň), dcerou knížete Jana Adama I. Ondřeje z Lichtenštejna (1657/1662–1712) a Erdmundy Terezy z Ditrichštena a Mikulova (1662–1737). Toto manželství však nebylo šťastné, manželé si nerozuměli a neměli žádné děti. Podle jiných pramenů manželé měli čtyři děti:
1. Marie Šarlota Felicitas (1704–1754), provdaná od 3. dubna 1725 za hraběte Františka von Gileis (1700–1757)
2. Marie Josefa Terezie (1706–1723)
3. Karel Josef (1707–1708)
4. Maxmilián Antonín (1709–1711)

Maxmilián Jakub z Lichtenštejna zemřel 21. dubna 1709 v Moravském Krumlově a byl pohřben v kostele sv. Bartoloměje. Čtyři roky po jeho smrti se vdova Marie Alžběta v roce 1713 znovu provdala za Leopolda Šlesvicko-Holštýnsko-Sonderburského, s nímž měla několik dětí. 
Univerzálním dědicem Maxmiliánova majetku se stal jeho mladší bratr Antonín Florián z Lichtenštejna (1656–1721), který se uplatnil jako diplomat a nakonec u císařského dvora zastával funkci nejvyššího hofmistra (1711–1721). Další bratr Filip Erasmus z Lichtenštejna (1664–1704) sloužil v armádě a v hodnosti polního podmaršála padl za války o španělské dědictví v Itálii. Nejmladší ze sourozenců Hartmann z Lichtenštejna (1666–1728) byl v letech 1712–1724 u císařského dvora nejvyšším lovčím. 